# Fazendo
O Fazendo é um jornal gratuito e comunitário fundado em 2008 na cidade da Horta, Açores.

## Origem e Evolução
Foi criado em 2008, sob a direcção de Jácome Armas e Pedro Lucas, com o intuito de divulgar a actualidade cultural e científica dos Açores. Desde o primeiro número que existe um convite a toda a comunidade para contribuir com conteúdos subordinados ao tema geral do jornal e que se traduz no seu subtítulo: "O Boletim do que por cá se faz". 
A Associação Cultural Fazendo, fundada em 2009, é proprietária da edição, registada na Entidade Reguladora para a Comunicação Social desde 2012.
O Fazendo começou por ser um jornal quinzenal, centrado na actualidade da ilha do Faial, evoluindo a partir de 2012, com nova direcção (Aurora Ribeiro e Tomás Melo) para uma periodicidade mensal e alargamento da distribuição para as ilhas do Pico, Terceira e São Miguel. A tiragem de cada número varia entre os 500 e 750 exemplares. A par da edição em papel, existe uma edição online. 
O Jornal Fazendo comemorou em Junho de 2015 a sua centésima edição.